# Ain't Misbehavin' (brano musicale)
Ain't Misbehavin' è un brano musicale del 1929. Il testo è di Andy Razaf, mentre la musica è di Thomas "Fats" Waller ed Harry Brooks. La canzone è stata scritta per il musical del 1929 Connie's Hot Chocolates.

## Registrazioni
Durante la prima metà del ventesimo secolo, il brano è stato registrato da diversi artisti, quali Leo Reisman con la sua orchestra e con Lew Conrad, Louis Armstrong, Bill Robinson con Irving Mills & Hotsy Totsy Gang, Gene Austin con Leonard Joy e la sua orchestra, Ruth Etting.
Waller ha ri-registrato il brano nel 1943 per il film Stormy Weather. 
Tra gli altri artisti che hanno registrato o interpretato il brano nel corso degli anni vi sono Anita O'Day, Sarah Vaughan, Bing Crosby, Billie Holiday, Eartha Kitt, Ella Fitzgerald, Carol Channing, Django Reinhardt, Harry James, Miles Davis, Kay Starr, Frankie Laine, Art Tatum, Floyd Pepper, Sonny Stitt, Sam Cooke, Johnnie Ray, Sidney Bechet, Ray Charles, Nat King Cole, Elkie Brooks, Eyran Katsenelenbogen, Willie Nelson, Kermit Ruffins, Leon Redbone, Freddie White, Dave Brubeck, Johnny Hartman, Robson Green & Jerome Flynn, Bill Haley & His Comets, Tommy Bruce and the Bruisers, Hank Williams Jr..

## Premi
Il brano è stato insignito nel 1984 del Grammy Hall of Fame Award.
Nel 2001 il brano è stato incluso nella lista Songs of the Century ("Canzoni del secolo") stilata dalla RIAA.

## In altri media
La canzone è inclusa nei seguenti film:
- Stormy Weather (1943) - interpretata da Fats Waller
- Atlantic City (1944) - cantata da Louis Armstrong
- You Were Meant for Me (1948)
- Gli uomini sposano le brune (Gentlemen Marry Brunettes) (1955) - cantata da Alan Young, Jane Russell e Jeanne Crain (doppiata da Anita Ellis)
- In tre sul Lucky Lady (Lucky Lady) (1975) - cantata da Burt Reynolds
- Noi due soli (Just You and Me, Kid) (1979)
- Be Kind Rewind - Gli acchiappafilm (Be Kind Rewind) (2007) - interpretata da Mos Def